# 泰勒冰原島峰
84°54′S 176°0′W / 84.900°S 176.000°W
泰勒冰原島峰是南極洲的冰原島峰，位於杜費克海岸，處於沙克爾頓冰川東岸，屬於毛德王后山脈的一部分，以美國地質調查局的地形測量師命名。